# Ciała kolankowate boczne

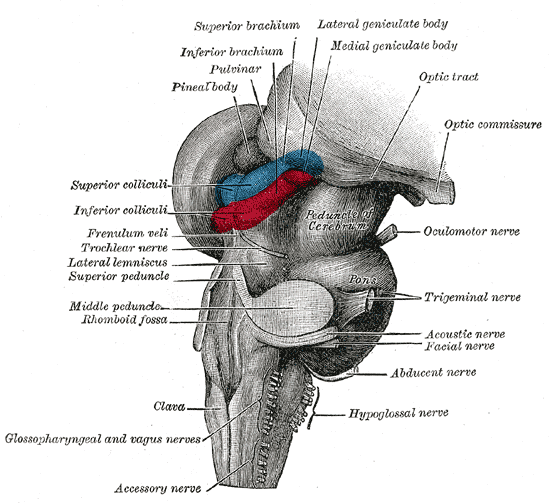
Schemat pnia mózgu. Ciało kolankowate boczne podpisane Lateral geniculate body.

Ciało kolankowate boczne (łac. corpus geniculatum laterale) – w anatomii człowieka parzysta struktura uwypuklająca się na dolnej powierzchni międzymózgowia. Stanowi część drogi wzrokowej. Ciała kolankowate boczne i przyśrodkowe tworzą zawzgórze. 
Wewnątrz ciała kolankowatego bocznego znajduje się jądro ciała kolankowatego bocznego o warstwowej budowie. Jądro zbudowane jest z sześciu warstw: dwóch wielkokomórkowych (ang. magnocellular layers) i czterech drobnokomórkowych (ang. parvocellular layers). Między nimi znajdują się jeszcze warstwy pyłkokomórkowe (ang. koniocellular layers).